# 花槽属
花槽属是动物分类学的一个阶元, 即绦虫纲中的四叶目叶槽科中的一属。鉴别特征如下：
绦虫槽盘一般固生，很少具柄；有时分为两叶或具小室；边缘完整或皱褶；副吸盘付缺。吸叶存在或缺如。颈部一般存在。睾丸数目多，分布于纵排泄管的内侧，不分布到阴茎囊与卵巢孔侧叶之间。阴茎通常具棘。生殖孔位于节片侧缘，左右不规则交替。阴道一般横置于阴茎囊前受精囊常存在。卵巢分为两叶。卵黄腺位于节片两侧。子宫向前可达阴茎囊水平或接近节片前端。虫卵较小。成虫寄生于软骨鱼类。